# Manuel Ayulo
Manuel Leaonedas „Manny“ Ayulo (* 20. Oktober 1921 in Burbank (Los Angeles County), Kalifornien; † 16. Mai 1955 in Indianapolis, Indiana) war ein US-amerikanischer Automobilrennfahrer.

## Karriere
Neben einer erfolgreichen Karriere als Midget-Car-Fahrer, startete Manuel Ayulo zwischen 1948 und 1955 in 44 Rennen zur AAA-National Serie. 1954 gewann er zwei Rennen in Darlington und auf der Milwaukee Mile. In der Meisterschaft belegte er den zweiten Platz.
Bei den 500 Meilen von Indianapolis stand Ayulo vier Mal am Start. 1949 in einem Bromme-Offenhauser und 1953 in einem Kuzma-Offenhauser fiel er jeweils mit einem technischen Defekt aus, 1952 belegte er in einem Lesovsky-Offenhauser den 20. Rang, 1954 in einem Kurtis Kraft belegte er Rang 13. Seinen größten Erfolg feierte er aber 1951 – ein Rennen, zu dem er ursprünglich nicht qualifiziert war, als er zur Hälfte des Rennens den Kurtis Kraft von Jack McGrath übernahm und diesem auf den dritten Platz steuerte.
Beim letzten Qualifikationswochenende zu den Indy 500 1955, verunglückte Manuel Ayulo tödlich. Sein Wagen wurde in eine Betonmauer geschleudert. Ayulo war – was in Indianapolis damals möglich war – nicht angeschnallt und hatte die Taschen voller Schraubenschlüssel, was zu seinen tödlichen Verletzungen mit beitrug.
Da die 500 Meilen von Indianapolis von 1950 bis 1960 mit zur Fahrerweltmeisterschaft zählten, stehen auch vier Grand-Prix-Starts in seiner Statistik.

## Statistik

### Indy-500-Ergebnisse
| Jahr | Startnr. | Start | Qual (km/h) | Ergebnis | Runden | Führung | Ausfall                          |
| ---- | -------- | ----- | ----------- | -------- | ------ | ------- | -------------------------------- |
| 1948 | 88       | DNQ   |             |          |        |         |                                  |
| 1949 | 52       | 33    | 202,421     | 28       | 24     | 0       | Antrieb                          |
| 1950 | 85       | DNQ   |             |          |        |         |                                  |
| 1951 | 31       | DNQ   |             |          |        |         |                                  |
| 1951 | 9        |       |             | 32       | 100    | 0       | fuhr McGraths Wagen; Rd. 101–200 |
| 1952 | 8        | 28    | 218,819     | 20       | 184    | 0       |                                  |
| 1953 | 88       | 4     | 219,463     | 13       | 184    | 0       | Antrieb                          |
| 1954 | 88       | 22    | 222,327     | 13       | 197    | 0       |                                  |
| 1955 | 88       | DNS   |             |          |        |         | tödlicher Unfall                 |

| Legende  | Legende            | Legende                                                          |
| Farbe    | Abkürzung          | Bedeutung                                                        |
| -------- | ------------------ | ---------------------------------------------------------------- |
| Gold     | –                  | Sieg                                                             |
| Silber   | –                  | 2. Platz                                                         |
| Bronze   | –                  | 3. Platz                                                         |
| Grün     | –                  | Platzierung in den Punkten                                       |
| Blau     | –                  | Klassifiziert außerhalb der Punkteränge                          |
| Violett  | DNF                | Rennen nicht beendet (did not finish)                            |
| Violett  | NC                 | nicht klassifiziert (not classified)                             |
| Rot      | DNQ                | nicht qualifiziert (did not qualify)                             |
| Rot      | DNPQ               | in Vorqualifikation gescheitert (did not pre-qualify)            |
| Schwarz  | DSQ                | disqualifiziert (disqualified)                                   |
| Weiß     | DNS                | nicht am Start (did not start)                                   |
| Weiß     | WD                 | zurückgezogen (withdrawn)                                        |
| Hellblau | PO                 | nur am Training teilgenommen (practiced only)                    |
| Hellblau | TD                 | Freitags-Testfahrer (test driver)                                |
| ohne     | DNP                | nicht am Training teilgenommen (did not practice)                |
| ohne     | INJ                | verletzt oder krank (injured)                                    |
| ohne     | EX                 | ausgeschlossen (excluded)                                        |
| ohne     | DNA                | nicht erschienen (did not arrive)                                |
| ohne     | C                  | Rennen abgesagt (cancelled)                                      |
| ohne     | keine WM-Teilnahme |                                                                  |
| sonstige | P/fett             | Pole-Position                                                    |
| sonstige | 1/2/3/4/5/6/7/8    | Punktplatzierung im Sprint-/Qualifikationsrennen                 |
| sonstige | SR/kursiv          | Schnellste Rennrunde                                             |
| sonstige | *                  | nicht im Ziel, aufgrund der zurückgelegten Distanz aber gewertet |
| sonstige | ()                 | Streichresultate                                                 |
| sonstige | unterstrichen      | Führender in der Gesamtwertung                                   |

### Einzelergebnisse in der Sportwagen-Weltmeisterschaft
| Saison | Team            | Rennwagen     | 1   | 2   | 3   | 4   | 5   | 6   | 7   |
| ------ | --------------- | ------------- | --- | --- | --- | --- | --- | --- | --- |
| 1953   | Ronald Ferguson | Lincoln Capri | SEB | MIM | LEM | SPA | NÜR | RTT | CAP |
| 1953   | Ronald Ferguson | Lincoln Capri |     |     |     | 9   |     |     |     |
| 1954   | Lincoln         | Lincoln Capri | BUA | SEB | MIM | LEM | RTT | CAP |     |
| 1954   | Lincoln         | Lincoln Capri |     |     | DNF |     |     |     |     |